# Vasilite
La vasilite è un minerale.